# Alberto Arenas (Sänger)
Alberto Arenas (Tomas Guida; * 25. September 1910 in Buenos Aires; † 12. Januar 1988 ebenda) war ein argentinischer Tangosänger.

## Leben und Wirken
Arenas debütierte 1935 als Tangosänger bei LR6 Radio La Nación. Auftritte bei anderen Radiosendern folgten. 1936 trat er mit dem Orchester von Alberto Pugliese auf, 1939 mit Mario Rochas Orchester bei Radio Belgrano. 1944 begann er seine Laufbahn als Solist im Restaurant von Juan D’Arienzo. Dieser empfahl ihn Francisco Canaro, der ihn als Nachfolger von Carlos Roldán engagierte. Im Musical El tango en París sang er 1945 am Teatro Presidente Alvear erstmals den Tango Adiós pampa mía von Canaro und Ivo Pelay, der zu einem Klassiker der Tangoliteratur wurde. Alle Aufführungen waren bis zum Ende der Saison ausverkauft. 1949 trat er in der Komödie Con la música en el alma am Teatro Casino auf, 1951 in der gleichnamigen Verfilmung.
Mit Canaros Orchester ging Arenas 1951 zum Radiosender El Mundo, unternahm eine Tournee durch Brasilien und trat in verschiedenen Städten Argentiens auf. 1956 trennte er sich von Canaro und gründete ein Quartett mit Vicente Florentino, das bis 1960 bestand. Danach arbeitete er zehn Jahre lang als Taxifahrer. 1975 trat er in Mar del Plata auf, und im Folgejahr nahm er mit dem Quartett von Enrique Mora beim Label TK auf. 1980 unternahm er eine letzte Tournee nach Kolumbien mit Roberto Maida und Ernesto Famá. Mit Canaro nahm Arenas etwa 80 Titel auf. Seine letzten Aufnahmen waren zwei Duette mit dem Sänger Juan Carlos Rolón.